# Jósági tényező
A jósági tényező (jelölése: Q) rezgőkörök, és rezgőkörrel modellezhető áramkörök belső tulajdonsága, amely a stabilitására jellemző.
Értékét úgy határozzuk meg, hogy a rezgőkör rezonancia-frekvenciájának és a rezonáns sávszélességnek a  hányadosát vesszük. A minél jobb jósági tényező érdekében nyilvánvalóan jobb a nagyobb frekvencia és egyúttal a minél kisebb sávszélesség.
Általánosságban kijelenthetjük, hogy minél nagyobb a Q értéke, annál stabilabb a rezgőkör, vagyis annál kisebb ingadozással fog maradni a természetes rezonancia-frekvenciája közelében.
A táblázat néhány jellemző Q értéket mutat, különböző típusú rezgőkörök esetén.
| fajta megnevezése  | Q    | magyarázat                               |
| ------------------ | ---- | ---------------------------------------- |
| rezgő villa        | 103  | mechanikus villa                         |
| kvarcóra           | 104  | hőkompenzáció nélkül                     |
| OCXO               | 106  | hevítéssel vezérelt kristályoszcillátor  |
| rubídium           | 107  | rubídiummal működő atomóra               |
| céziumsugár        | 108  | céziummal működő atomóra                 |
| hidrogénmézer      | 109  | hidrogénnel működő atomóra               |
| céziumszökőkút     | 10   | céziummal működő atomóra, más kivitelben |
| higanyionos optika | 1014 | higanyionnal működő atomóra              |